# Rocca di Pierle
La Rocca di Pierle  est un château féodal situé à Pierle une frazione de Cortone dans la Province d'Arezzo dont l'origine remonte à la fin du XIe siècle.

## Histoire
Le château a été construit sur une zone qui était pour l'époque stratégique car elle constituait un passage obligé vers la Val di Chiana, le lac Trasimène et la Valtiberina.
Les premiers propriétaires ont été les marquis de Santa Maria qui firent allégeance à Cortone au début des années 1200. 
En 1225 la famille Oddi de Pérouse prit possession des lieux.
En 1236, La famille Casali, seigneurs de Cortone, prirent le contrôle du château. 
En 1376, Francesco Casali, d'après un projet de son fils Raniero Casali, fit construire la Rocca di Pierle sur les ruines de l'ancienne forteresse. 
Le château devait protéger Cortone de son ennemie Pérouse.
Le principal fait d'armes est l'exécution en 1387 de 60 rebelles par Uguccio Casali. 
En 1411, le château fut acheté par la République florentine au roi Ladislas Ier de Naples pour  la somme de 1 200 florins.
En 1587, le grand duc de Toscane François Ier de Médicis le fit démanteler afin d'empêcher les insurgés de s'y réfugier.
Aujourd'hui il n'en reste que des vestiges.

## Caractéristiques
Le château est de forme rectangulaire avec un bastion résidentiel central. À l'origine il devait compter quatre tours dont il ne reste aujourd'hui qu'une tour bien visible (nord)  et une deuxième partiellement détruite. 
Le mur d'enceinte fait environ deux mètres d'épaisseur et mesure 220 mètres de long, sa hauteur varie de 5 à 8 mètres selon le relief.
La demeure centrale mesure environ 28 mètres de haut. À l'origine elle comptait sept étages ; les premier, troisième et cinquième étages avaient des voûtes en pierre et les quatre autres étages, des voûtes en bois.
L'entrée du château, défendue par les fortifications  et l'entrée du pont-levis, se situait dans la partie nord.
Les souterrains possédaient des voûtes élevées et dans la tour restante se trouve un puits dont le fond est équipé de pitons où étaient jetés les condamnés.
Tout autour s'est développé un bourg construit des mêmes matériaux que le château.